# Coppa d'Iran 2023-2024
La Coppa d'Iran 2023-2024, anche nota come Hazfi Cup 2023-2024, è stata la 37ª edizione della Coppa nazionale Iraniana. Il torneo è iniziato il 19 novembre 2023 e si è concluso il 20 giugno 2024. La squadra vincente ha ottenuto automaticamente la qualificazione alla AFC Champions League Elite 2024-2025.
Il Persepolis è la squadra detentrice del trofeo, avendo vinto la sua settima coppa nazionale nell'edizione 2022-2023. La coppa è stata vinta dal Sepahan, alla sua quinta vittoria della competizione.

## Squadre partecipanti
Al torneo prendono parte un totale di 96 squadre, provenienti dalle prime tre serie nazionali e dai 34 campionati provinciali:
- Le 16 squadre della Pro League 2022-2023
- Le 18 squadre della Lega Azadegan 2022-2023
- Le 28 squadre della Seconda Divisione 2022-2023, con 14 squadre che hanno rifiutato l'invito.
- Le squadre vincenti dei 34 campionati provinciali, ma 10 enti provinciali non hanno iscritto alcuna squadra, mentre le federazioni provinciali di Kish, Khorramshahr e Teheran hanno avuto diritto a uno slot extra.

## Calendario
| Turno                | Sorteggio        | Date                |
| -------------------- | ---------------- | ------------------- |
| Primo turno          | 5 novembre 2023  | 19-20 novembre 2023 |
| Secondo turno        | 22 novembre 2023 | 5-6 dicembre 2023   |
| Terzo turno          | 11 dicembre 2023 | 27-29 dicembre 2023 |
| Sedicesimi di finale | 8 gennaio 2024   | 7-9 febbraio 2024   |
| Ottavi di finale     | 17 marzo 2024    | 25-26 aprile 2024   |
| Quarti di finale     | –                | –                   |
| Semifinali           | –                | –                   |
| Finale               | –                | –                   |

## Primo turno
| Squadra 1                     | Risultato | Squadra 2                   |
| ----------------------------- | --------- | --------------------------- |
| 19 novembre 2023              |           |                             |
| Sepanta Tormbat Heydarieh     | 3 – 0     | Shohadaye Chaharbagh Alborz |
| Avrin Khoy                    | 3 – 0     | Academy Batis Tehran        |
| Tam Kohgiluye                 | 4 – 1     | Ettehad Sefin Kish          |
| Snag Ahan Bafgh               | 3 – 0     | Salamat Eslamabad Gharb     |
| Ra'd Mahalat                  | 0 – 3     | Keshavarz Dezfoul           |
| 20 novembre 2023              |           |                             |
| Salavan Yordum Meshkin Shahr  | 4 – 0     | Lachin Center Jolfa         |
| Kia Shahrood                  | 5 – 0     | Kia Tarom                   |
| Darya Babolsar                | 3 – 0     | Oghab Pardisan Qom          |
| Shahrdari Dehgolan            | 3 – 5     | Ettehad Javan Hamedan       |
| Sepahan Esfahak Tabas         | 2 – 4     | Talaeye Shiraz              |
| Abouzar Kangan                | 3 – 0     | Abuzar Farsan               |
| Tara Foolad Chermahin Isfahan | 0 – 3     | Mehregan Dareshahr          |

## Secondo turno
| Squadra 1                    | Risultato       | Squadra 2              |
| ---------------------------- | --------------- | ---------------------- |
| 5 dicembre 2023              |                 |                        |
| Salavan Yordum Meshkin Shahr | 3 – 0           | Tam Kohgiluye          |
| Talaeye Shiraz               | 1 – 4           | Shenavar Sazi          |
| Kian                         | 3 – 0           | Sang Ahan Bafgh        |
| 6 dicembre 2023              |                 |                        |
| Spad Alvand                  | 1 – 0           | YASA Tehran            |
| Ayande Sazan                 | 4 – 1           | Darya Babolsar         |
| Shohadaye Babolsar           | 2 – 1           | Kavir Moghava          |
| Ettehad Javan Hamedan        | 0 – 0 (3-5 dtr) | KIA Tehran             |
| Keshavarz Dezfoul            | 1 – 1 (2-4 dtr) | Setaregan Javan Tehran |
| Shahid Ghandi Yazd           | 1 – 2           | Niroye Zamini          |

## Terzo turno
| Squadra 1              | Risultato       | Squadra 2                    |
| ---------------------- | --------------- | ---------------------------- |
| 27 dicembre 2023       |                 |                              |
| Setaregan Javan Tehran | 1 – 0           | Naft Masjed Soleyman         |
| Saipa                  | 1 – 0           | Ayande Sazan                 |
| Shahre Raz Shiraz      | 1 – 0           | Salavan Yordum Meshkin Shahr |
| KIA Tehran             | 3 – 1           | Shahin Bandar Ameri          |
| 28 dicembre 2023       |                 |                              |
| Shenavar Sazi          | 3 – 0           | Shohadaye Babolsar           |
| Khooshe Talaei         | 1 – 1 (2-3 dtr) | Chooka Talesh                |
| Nikapars               | 2 – 1           | Kian                         |
| Niroye Zamini          | 1 – 0           | Mes Shahr-e Babak            |
| Naft Gachsaran         | 3 – 0           | Avrin Khoy                   |
| Esteghlal Mollasani    | 3 – 0           | Abouzar Kangan               |
| Ario Eslamshahr        | 1 – 1 (3-2 dtr) | Chadormalu                   |
| Pars Jonoubi Jam       | 2 – 0           | Spad Alvand                  |
| Navad Urmia            | 1 – 2           | Sepanta Torbat Heydarieh     |
| 29 dicembre 2023       |                 |                              |
| Mes Sungun             | 3 – 1           | KIA Shahrood                 |
| Mes Kerman             | 3 – 0           | Darya Babol                  |
| Fajr Sepasi            | 0 – 0 (4-3 dtr) | Mehregan Dareshahr           |

## Sedicesimi di finale
| Squadra 1                | Risultato       | Squadra 2              |
| ------------------------ | --------------- | ---------------------- |
| 7 febbraio 2024          |                 |                        |
| Paykan                   | 1 – 0           | Setaregan Javan Tehran |
| 8 febbraio 2024          |                 |                        |
| Niroye Zamini            | 1 – 1 (2-3 dtr) | Fajr Sepasi            |
| Saipa                    | 1 – 0           | Pars Jonoubi Jam       |
| Sepanta Torbat Heydarieh | 0 – 6           | Mes Kerman             |
| Foolad                   | 0 – 1           | Chadormalu             |
| Gol Gohar                | 2 – 0 (dts)     | Nikapars               |
| Zob Ahan                 | 3 – 0           | KIA FC                 |
| Chooka Talesh            | 0 – 3           | Tractor                |
| Mes Sungun               | 3 – 1 (dts)     | Shenavar Sazi          |
| Sanat Naft               | 1 – 1 (4-5 dtr) | Esteghlal Mollasani    |
| 9 febbraio 2024          |                 |                        |
| Malavan                  | 1 – 0           | Shahr Raz              |
| Nassaji Mazandaran       | 0 – 1           | Aluminium Arak         |
| Havadar                  | 1 – 0           | Esteghlal Khuzestan    |
| 4 marzo 2024             |                 |                        |
| Sepahan                  | 3 – 0           | Shams Azar             |
| Mes Rafsanjan            | 2 – 0           | Esteghlal              |
| Persepolis               | 3 – 0           | Naft Gachsaran         |

## Ottavi di finale
| Squadra 1           | Risultato       | Squadra 2  |
| ------------------- | --------------- | ---------- |
| 25 aprile 2024      |                 |            |
| Mes Rafsanjan       | 1 – 1 (5-4 dtr) | Paykan     |
| 26 aprile 2024      |                 |            |
| Esteghlal Mollasani | 1 – 2           | Sepahan    |
| Fajr Sepasi         | 0 – 3           | Gol Gohar  |
| Tractor             | 1 – 1 (3-1 dtr) | Zob Ahan   |
| Mes Kerman          | 1 – 1 (3-5 dtr) | Chadormalu |
| Havadar             | 3 – 1           | Mes Sungun |
| Malavan             | 2 – 1           | Saipa      |
| Aluminium Arak      | 4 – 4 (6-5 dtr) | Persepolis |

## Quarti di finale
| Squadra 1      | Risultato   | Squadra 2      |
| -------------- | ----------- | -------------- |
| 16 maggio 2024 |             |                |
| Tractor        | 0 – 1 (dts) | Mes Rafsanjan  |
| Chadormalu     | 0 – 1 (dts) | Aluminium Arak |
| Gol Gohar      | 5 – 0       | Havadar        |
| Sepahan        | 1 – 0       | Malavan        |

## Semifinali
| Squadra 1      | Risultato       | Squadra 2     |
| -------------- | --------------- | ------------- |
| 15 giugno 2024 |                 |               |
| Sepahan        | 2 – 1           | Gol Gohar     |
| Aluminium Arak | 1 – 1 (2-4 dtr) | Mes Rafsanjan |

## Finale
| Qazvin 20 giugno 2024                                      | Sepahan   | 2 – 0 | Mes Rafsanjan | Sardar Azadegan Stadium |
| \| \| \| \| \| Moghanlou 8’, 23’ (rig.) \| Marcatori \| \| |           |       |               |                         |
|                                                            |           |       |               |                         |
| Moghanlou 8’, 23’ (rig.)                                   | Marcatori |       |               |                         |